# Тептяро-бобыльское восстание 1747 года
Тептяро-бобыльское восстание 1747 года — антиправительственное выступление населения Осинской и Сибирской дорог, вызванное ростом налогов. 

## Предшествующие события
Бобыли и тептяри, как и башкиры, платили косвенные налоги. С конца XVII века они стали привлекаться к выполнению некоторых трудовых повинностей, что вызывало у них недовольство. В 1717 году бобыли и тептяри из различных деревень Ногайской и Сибирской дорог жаловались на выполнение трудовых повинностей, несмотря на обещание освободить их от трудовой повинности в 1708 году.

## Причины
Основным поводом послужил сенатский указ от 22 мая 1747, который провозглашал обложение тептярей и бобылей податью (по 80 копеек с души муж. пола) вместо ясака (по 82 копеек с двора), мишарей — ясаком (25 копеек с двора).

## Восстание
Волнения начали усиливаться в конце мая 1747 года.

### Участники
Восстание возглавили:
- Абдул Люселеев
- Муртаза Нурмешов
- Нурка Борисов
- Сабан Ураев
- Семен Семёнов.

Участвовали тептяри, бобыли и мишари. В июле тептяри и бобыли из деревень Алтыбаево, Казово, Сухоязы, Тагаево, Тазларово Осинской дороги и деревень Байгильдино, Бедеево, Мелегес, Нимислярово, Укарлино, Шиды Сибирской дороги, расправившись с представителями местной низовой администрации, обратились к исполнителю должности уфимского воеводы полковнику Люткину с челобитной о своём несогласии платить подать и просьбой о предоставлении своим выборным паспорта для поездки в Санкт-Петербург с жалобой. В августе недовольство охватило мишарей Осинской дороги.

## Подавление
Опасаясь усиления волнений, оренбургский губернатор Неплюев направил в район восстания правительственные войска под командованием генерал-майора Г. Штокмана (1750 человек) и секунд-майора С. Ф. Кублицкого (550 человек).
С приближением войск большая часть тептярей и бобылей согласилась платить новый налог. Часть тептярей и бобылей Осинской дороги (около 400 человек) отказалась подчиниться властям и в бою около реки Быстрый Танып была разгромлена (около 70 человек погибли, 100 взяты в плен, остальные бежали). Руководители восстания были наказаны кнутом и сосланы на вечную каторгу в крепость Рогервик, другие арестованные частью сосланы за пределы края или высечены кнутом и отданы старшинам на поруки.